# 涅韋爾湖
55°58′48″N 29°55′23″E / 55.98000°N 29.92306°E
涅韋爾湖（俄语：Невель），是俄羅斯的湖泊，位於該國西北部，由普斯科夫州負責管轄，處於涅韋爾區，面積14.9平方公里，集水區面積441平方公里，平均水深1.6米，最大水深4.5米。